# National Provincial Championship 2003
La National Provincial Championship 2003 fue la vigésimo octava edición del principal torneo de rugby de Nueva Zelanda.
El campeón del torneo fue el equipo de Auckland quienes lograron su décimo cuarto campeonato.

## Sistema de disputa
Cada equipo enfrenta a los equipos restantes en una sola ronda.
- Los cuatro mejores equipos clasifican a semifinales por la búsqueda del campeonato.

- El equipo ubicado en la 10° posición al final del campeonato disputa un repechaje frente al campeón de la Segunda División.

## Clasificación
Tabla de posiciones:
| Pos. | Equipo        | Encuentros | Encuentros | Encuentros | Encuentros | Tantos | Tantos | Tantos | PB | PB | Puntos |
| Pos. | Equipo        | PJ         | PG         | PE         | PP         | F      | C      | Dif    | BO | BD | Puntos |
| ---- | ------------- | ---------- | ---------- | ---------- | ---------- | ------ | ------ | ------ | -- | -- | ------ |
| 1.º  | Otago         | 9          | 7          | 0          | 2          | 260    | 187    | +73    | 4  | 0  | 32     |
| 2.º  | Waikato       | 9          | 6          | 0          | 3          | 218    | 180    | +38    | 4  | 1  | 29     |
| 3.º  | Wellington    | 9          | 5          | 1          | 3          | 257    | 216    | +41    | 5  | 1  | 28     |
| 4.º  | Auckland      | 9          | 5          | 0          | 4          | 273    | 212    | +61    | 5  | 3  | 28     |
| 5.º  | Bay of Plenty | 9          | 5          | 0          | 4          | 241    | 234    | +7     | 3  | 2  | 25     |
| 6.º  | Southland     | 9          | 5          | 0          | 4          | 226    | 261    | -35    | 4  | 1  | 24     |
| 7.º  | Canterbury    | 9          | 5          | 1          | 3          | 257    | 255    | +2     | 1  | 1  | 24     |
| 8.º  | North Harbour | 9          | 4          | 0          | 5          | 206    | 174    | +32    | 0  | 3  | 19     |
| 9.º  | Taranaki      | 9          | 2          | 0          | 7          | 188    | 239    | -51    | 2  | 3  | 13     |
| 10.º | Northland     | 9          | 0          | 0          | 9          | 175    | 343    | -168   | 1  | 3  | 4      |

|  | Semifinalistas.                               |
|  | Repechaje frente al campeón de la División 2. |

### Semifinales
| 17 de octubre | Wellington | 30 - 29 | Waikato |  |  |

| 18 de octubre | Otago | 32 - 39 | Auckland |  |  |

### Final
| 25 de octubre | Wellington | 29 - 41 | Auckland |  |  |

| Bandera de Nueva Zelanda |
| Campeón Auckland         |
| Décimo cuarto título     |

### Repechaje
| 1 de noviembre | Hawke's Bay | 14 - 62 | Northland |  |  |

- Northland mantiene la categoría para la próxima temporada.